# 库尔德国
库尔德国是1918年10月到1919年6月期间存在于伊拉克库尔德斯坦的一个自治政权。

## 名称
“库尔德国”是一个外名，源自伦敦和近东的英国官员—他们用此称呼来代指此政权。
萨阿德·埃斯坎德认为，此称呼有誤，因其并未獨立建國。

## 历史
1918年10月奥斯曼帝国崩溃，马哈茂德·巴尔赞吉领导下的库尔德人试图从奥斯曼帝国独立，在英国监督下他建立了一个位于伊拉克库尔德斯坦的由英国监督的自治政权。巴尔赞吉被苏莱曼尼亚的库尔德人组成的委员会选举为自治政府首脑，英国一占领基尔库克（1918年10月25日），巴尔赞吉就俘虏了驻扎在苏莱曼尼亚的奥斯曼军队，并宣布脱离奥斯曼帝国；效忠英国。其他库尔德地区也纷纷效仿，如拉尼亚和基伊森克。奥斯曼帝国的立场是，尽管签订了停战协议，但该地区在法律上仍处于他们的统治之下。因此奥斯曼帝国不承认库尔德人的新国家。相比之下，英国官员在当地选择接受和库尔德人的合作，尽管英国对这个新国家缺乏明确的政策。
马哈茂德·巴尔赞吉被英国人指定为库尔德B地区的总督，该地区的领土范围从小扎布河以南延伸到旧奥斯曼-波斯边境。巴尔赞吉试图在他指定的地区之外扩大影响，并利用英国提供的资金和协助从战争破坏中恢复的补贴来巩固其权力基础，借此购买酋长们的忠诚。这导致了库尔德与英国的关系恶化，1919年5月23日，巴尔赞吉召集了300名部落战士，并驱逐英国监督员，和宣布自己为“全库尔德斯坦的统治者”，发动了第一次马哈茂德·巴尔赞吉起义。在叛乱初期，巴尔赞吉的部队得到一些战果，他们成功地伏击了一支游离在查查马尔之外的英军小纵队。边界附近，各部落都宣布自己支持马哈茂德。叛乱并没有就此持续下去。英国集结了两个旅，于6月18日在巴兹扬山口击败了500人的库尔德部队。并于28日占领了哈拉布贾，库尔德国灭亡。

## 政府
马哈茂德·巴尔赞吉是库尔德国建立时的政府首脑。1918年12月1日，英国政府承认他为苏莱曼尼亚省的hukumdar（省长）。
英国在其中仅限于监督的作用，库尔德在有关司法和税收上保留了自主权。爱德华·诺尔被阿诺德·威尔逊任命为负责监督的政治官员。